# Kung Kang av Zhou
Kung Kang av Zhou, var en kinesisk monark. Han var kung av Zhoudynastin 1020–996 f.Kr.